# Micheál Martin
Pour les articles homonymes, voir Martin.
Micheál Martin ([ˈmʲiː.çaːl̪ˠ ˈmɑɹ.tɪn]), né le 1er août 1960 à Cork, est un homme d'État irlandais, membre du Fianna Fáil, dont il est le chef depuis 2011. Il est Premier ministre entre 2020 et 2022 et depuis 2025.
Il est élu député en 1989 et entre au gouvernement huit ans plus tard, comme ministre de l'Éducation. Il devient ensuite ministre de la Santé en 2000, ministre des Entreprises en 2004 et enfin ministre des Affaires étrangères en 2008.
En 2011, dans la perspective des élections anticipées et dans le cadre de la crise financière irlandaise, il remplace Brian Cowen comme chef du Fianna Fáil. L'échec historique de son parti fait de lui le chef de l'opposition.
À la suite des élections de 2020, il conclut un accord de coalition avec le Fine Gael et le Parti vert qui lui permet de devenir Premier ministre pendant deux ans et demi. Il cède ensuite ce poste à Leo Varadkar et prend les fonctions de vice-Premier ministre, ministre des Affaires étrangères et ministre de la Défense. Il retrouve la direction de l'exécutif après la conclusion d'une nouvelle entente avec le Fine Gael après les élections de 2024.

## Formation et carrière
Après avoir accompli ses études secondaires à Cork, il intègre l'université de Cork, où il obtient un baccalauréat en arts, puis une maîtrise en arts d'histoire politique. Il reçoit ensuite un diplôme d'études supérieures (Higher diploma) de pédagogie et commence à travailler comme professeur d'histoire au Presentation Brothers College de Cork. Il n'occupe ce poste que pendant un an, entre 1984 et 1985.

## Vie politique

### Les débuts
Au cours de ses études supérieures, il rejoint l'Ógra Fianna Fáil, mouvement de jeunesse du parti Fianna Fáil, dont il deviendra plus tard président. En 1985, il se lance en politique en étant élu au conseil municipal de Cork, puis se présente deux ans plus tard à l'élection générale dans la circonscription de Cork South Central, échouant cependant à être élu député au Dáil Éireann. Malgré ce revers, il entre au comité exécutif national de son parti dès l'année suivante.

### Député
De nouveau candidat à l'élection anticipée de 1989, il parvient cette fois-ci à faire son entrée à la Chambre. Il siège alors au sein de diverses commissions parlementaires, et occupe en 1992 le poste symbolique de Lord maire de Cork. Après l'élection de Bertie Ahern à la direction du Fianna Fáil, à la suite du passage du parti dans l'opposition en 1994, il est choisi pour intégrer son « cabinet fantôme » (Opposition Front Bench), au poste de porte-parole pour l'Éducation et le Irlandophonie.

### Ministre de l'Éducation
Lorsque le parti revient au pouvoir, après l'élection générale de 1997, Micheál Martin est nommé ministre de l'Éducation et des Sciences le 26 juin suivant. À seulement 36 ans, il est le benjamin du premier cabinet de Bertie Ahern. Son mandat a notamment été marqué par une augmentation des dépenses à tous les niveaux du système éducatif et au lancement d'un certain nombre d'initiatives scolaires, comme l'introduction d'assistants spéciaux ou le réexamen du programme de l'enseignement primaire.

### Ministre de la Santé
Lors d'un remaniement ministériel opéré le 27 janvier 2000, il devient ministre de la Santé et de l'Enfance, un poste qualifié de « cadeau empoisonné » dans la vie politique irlandaise. Brian Cowen, prédécesseur de Martin, l'a même décrit comme étant « semblable à l'Angola », car des mines peuvent exploser à tout moment. Malgré de fortes oppositions, il a annoncé le 30 janvier 2003 sa volonté d'interdire de fumer dans tous les lieux de travail d'Irlande, y compris les pubs et restaurants, au 1er janvier 2004. Il s'est ainsi rendu à New York en septembre 2003 pour signer une convention des Nations unies sur le contrôle du tabac, et la loi sur l'interdiction est entrée en vigueur le 29 mars 2004, faisant du pays le premier dans le monde à introduire une interdiction totale de fumer sur son lieu de travail.
Ayant procédé à la déréglementation du système des pharmacies au 31 janvier 2002, il a partiellement échoué dans sa réforme du système de santé et s'est engagé, en octobre 2003, à ce que les personnes victimes des cas de symphysiotomie dans les années 1940 et 1950 dans les hôpitaux irlandais soient examinées et gratuitement soignées.

### Ministre des Entreprises
Le 29 septembre 2004, il échange son poste avec Mary Harney et prend donc celui de ministre des Entreprises, du Commerce et de l'Emploi. Lorsque, en septembre 2005, le rapport gouvernemental sur le coût de la vie est dévoilé par la Raidió Teilifís Éireann (RTÉ), il décide d'abroger le décret sur le commerce de 1987, qui interdisait de vendre des aliments en dessous de leur coût de revient. Plusieurs lettres, contenant des menaces de mort et des balles de fusil, lui sont adressées le 29 février 2008 par un groupe baptisé la Force de défense des citoyens irlandais, par l'intermédiaire d'une importante clinique de fertilité de Dublin.

### Ministre des Affaires étrangères
À la suite de la démission de Bertie Ahern, il soutient le vice-Premier ministre et ministre des Finances, Brian Cowen, dans la course à sa succession. Au sein du nouveau gouvernement, formé le 7 mai 2008, Micheál Martin devient ministre des Affaires étrangères. Il est alors chargé de mener la campagne gouvernementale en faveur de l'adoption référendaire de l'amendement constitutionnel permettant de ratifier le traité de Lisbonne. Bien que tous les principaux partis du pays se soient prononcés pour le « oui », c'est le « non » qui l'emporte avec 53,4 % des voix, plongeant le nouveau gouvernement dans la crise. Un nouvel amendement constitutionnel, ayant le même objectif, sera finalement ratifié le 2 octobre 2009 par 67 % des voix.
Son action en tant que chef de la diplomatie a été marquée par son engagement au Proche-Orient. Ainsi, après avoir publiquement mis en doute le ministre israélien des Affaires étrangères, Avigdor Liberman, concernant l'utilisation de quatre faux passeports irlandais par les assassins présumés de Mahmoud Al-Mabhouh, chef militaire du Hamas, à Dubaï, il a vertement critiqué, en 2010, le blocus de la bande de Gaza, après que l'accès au territoire lui ait été refusé en 2009. Il a notamment demandé à la présidence espagnole de l'Union européenne d'envoyer une équipe de ministres des Affaires étrangères dans la région. Il a finalement réussi à faire son entrée dans la bande de Gaza le 25 février 2010 en accompagnant une mission humanitaire à travers la frontière égyptienne. De ce fait, il est devenu le premier ministre des Affaires étrangères occidental à visiter la bande de Gaza depuis la prise de contrôle du Hamas, en juin 2007. Il s'est notamment rendu dans des écoles et des hôpitaux, escorté par des véhicules des Nations unies, et a appelé le gouvernement israélien, ainsi que toutes les parties concernées, à mettre fin au blocus.
Il était encore en poste lors de l'abordage de la flottille pour Gaza par les forces israéliennes, indiquant devant les députés avoir demandé aux autorités d'Israël d'autoriser le débarquement de la cargaison du MV Rachel Corrie plutôt que de se fourvoyer dans de nouvelles « effusions de sang ».

### Chef du Fianna Fáil

#### Un critique de Brian Cowen
Par deux fois, dans la deuxième moitié de l'année 2010, il a annoncé son désir de diriger le Fianna Fáil si la direction en était vacante, alors même que l'autorité de Brian Cowen se trouvait contestée en interne. Alors que la formation est en crise à l'approche des élections générales anticipées, il fait savoir, le 16 janvier 2011, qu'il estime que la direction du parti doit changer, et qu'il votera donc contre Cowen lors du vote de confiance, organisé à la demande de ce dernier, par les députés. En conséquence, il démissionne du gouvernement, ce que refuse initialement le Premier ministre. Après sa victoire lors du vote, il finit par l'accepter. Toutefois, dès le 22 janvier, Cowen annonce qu'il quitte la présidence du Fianna Fáil, tout en restant à la tête du gouvernement, et Martin se déclare, quelques heures après, candidat à sa succession. Son principal concurrent aurait dû être le ministre des Finances, Brian Lenihan, mais ce dernier, bien que candidat, était discrédité par sa déclaration de soutien au Premier ministre la semaine précédente. Il s'est donc retrouvé en concurrence avec le ministre de la Protection sociale, Éamon Ó Cuív, et la ministre de la Culture, Mary Hanafin. Lors du scrutin, le 26 janvier, il reçoit 33 voix sur 72 lors du premier compte. Le premier report lui en donne trois de plus, soit un total de 36. Il est finalement élu au troisième tour, par 50 voix contre 22 à Éamon Ó Cuív, dernier candidat en lice. Il choisit alors Mary Hanafin comme adjointe, et nomme Brian Lenihan porte-parole pour les Finances, et Éamon Ó Cuív porte-parole pour la Protection sociale.

#### Chef de l’opposition
Lors des élections anticipées du 25 février 2011, le Fianna Fáil recueille le pire résultat de son histoire avec 17,4 % des voix et 20 députés, chutant de vingt-quatre points et cinquante-sept députés par rapport à 2007. Cowen est remplacé par Enda Kenny, soutenu par une alliance entre le Fine Gael et le Parti travailliste le 9 mars suivant, Martin devenant de ce fait le nouveau chef de l'opposition. Hanafin ayant perdu son siège de députée, il la remplace le 15 mars au poste de chef adjoint du parti par le porte-parole pour les Finances, Brian Lenihan, Jnr. À la suite du décès de Lenihan le 10 juin, Éamon Ó Cuív devient le nouveau chef adjoint du parti le 5 août. Le 7 octobre 2015, il établit le record de longévité parmi les chefs de l'Opposition issus du Fianna Fáil.
Il rejette toute idée de coopération avec le parti de gauche Sinn Féin, attribuant à celui-ci un « passé sanglant » en raison de ses relations historiques avec l'Armée républicaine irlandaise.

### Premier mandat de Premier ministre
À la suite des élections générales du 8 février 2020, Micheál Martin prend la tête du gouvernement de coalition regroupant le Fianna Fáil, le Fine Gael et le Parti vert le 28 juin suivant. Cette alliance exclut le Sinn Féin, vainqueur du vote populaire. Le Fianna Fáil et le Fine Gael doivent assurer chacun un demi-mandat à la tête du pays. La conclusion de cette entente est placée sous le signe de la pandémie de Covid-19. 

### Ministre des Affaires étrangères et de la Défense
Le 17 décembre 2022, conformément à l'accord de 2020, Micheál Martin démissionne de ses fonctions de Premier ministre et Leo Varadkar lui succède. Martin devient alors vice-Premier ministre, ministre des Affaires étrangères et ministre de la Défense dans le nouveau gouvernement.

### Deuxième mandat de Premier ministre
Lors des élections législatives anticipées du 29 novembre 2024, le Fianna Fáil arrive en tête devant le Sinn Féin et Fine Gael, mais le Parti vert subit une déroute et ne conserve qu'un seul siège de député. La coalition entre le Fianna Fáil et le Fine Gael est en mesure d'être reconduite. Le 15 janvier 2025, les deux formations concluent un accord de coalition, auquel elles associent sept députés du Regional Independent Group afin de garantir la majorité absolue au futur gouvernement, qui prévoit le retour de Micheál Martin à la direction de l'exécutif pendant deux ans et demi, puis son remplacement par Simon Harris, alors Premier ministre sortant. Après un report dû à un contentieux sur le temps de parole accordé aux indépendants soutenant la coalition, Micheál Martin est une nouvelle fois élu Premier ministre le 23 janvier par 95 voix pour et 76 voix contre.

## Vie privée
Son père, Paddy Martin, était un boxeur international. Il est le troisième enfant d'une fratrie qui en compte cinq, son frère aîné Seán et son frère jumeau Pádraig s'étant eux aussi engagés dans la vie politique, au niveau local à Cork. À l'inverse, ses deux sœurs, Eileen et Máiréad, sont toujours restées hors du jeu politique. Il est marié avec Mary O'Shea, qu'il a rencontrée à l'université, et tous deux ont eu cinq enfants, dont deux sont décédés : Ruairí, l'un de ses fils, en 1999 et Léana, sa plus jeune fille, en octobre 2010.